# خانه داوید
خانه داوید مربوط به دوره صفوی است و در اصفهان، جلفا، محله تبریزیها، نبش کوچه آقا داوودی واقع شده و این اثر در تاریخ ۱۱ دی ۱۳۸۰ با شماره ثبت ۴۷۰۰ به‌عنوان یکی از آثار ملی ایران به ثبت رسیده‌است. مساحت این بنا که در محله تبریزی‌های جلفا در اصفهان قرار دارد، در حدود ۱٬۹۰۰ متر مربع است و ظاهراً متعلق به کشیشی از مسیحیان اصفهان در در عهد صفوی بوده‌است. این بنا توسط سازمان میراث فرهنگی به دانشکده حفاظت و مرمت دانشگاه هنر اصفهان واگذار شده‌است.